# Samsung Galaxy A16
Samsung Galaxy A16 y Samsung Galaxy A16 5G son teléfonos inteligentes Android de gama media desarrollados por Samsung. El Samsung Galaxy A16 fue anunciado el 15 de octubre de 2024 y lanzado el 25 de octubre de 2024, mientras que el modelo 5G fue anunciado el 7 de octubre de 2024 y lanzado el 25 del mismo mes.
Samsung Galaxy A16 y A16 5G utilizan sistemas operativos Android 14 y One UI 6.1, y permiten actualizaciones de hasta seis sistemas operativos Android.

## Especificaciones
| Características | Detalle |
| --------------- | --- |
| Microprocesador | Samsung Galaxy A16: Octa-core (2x2,2 GHz Cortex-A76 y 6x2,0 GHz Cortex-A55) Samsung Galaxy A16 5G: Octa-core (2x2.4 GHz Cortex-A78 y 6x2.0 GHz Cortex-A55) u Octa-core (2x2.4 GHz Cortex-A76 y 6x2.0 GHz Cortex-A55) |
| Chipset         | Samsung Galaxy A16: Mediatek Dimensity 6300 Samsung Galaxy A16 5G: Mediatek Dimensity 6300 o Exynos 1330 dependiendo de la región.                                                                                   |
| Memoria interna | 128 GB a 256 GB de almacenamiento. 4 GB a 8 GB de RAM. |
| Pantalla        | Pantalla Super AMOLED de 6,7 pulgadas, con una frecuencia de actualización de 90 Hz y una resolución de 1080 × 2340 pixels.                                                                                          |
| Cámaras         | Cámara trasera de 50 MP, una cámara trasera ultrawide de 5 MP, una cámara trasera macro de 2 MP y una cámara frontal de 13 MP.                                                                                       |
| Video           | 1080p a 30 fps, giroscopio EIS. |
| Cobertura       | Samsung Galaxy A16: GSM / HSPA / LTE Samsung Galaxy A16 5G: GSM / HSPA / LTE / 5G |
| Conectividad    | Bluetooth 5.3, A2DP, LE Wi-Fi Wi-Fi 802.11 a/b/g/n/ac, doble banda. GPS, GALILEO, GLONASS, BDS y QZSS. USB Tipo-C 2.0 NFC Radio FM (solo A16).                                                                       |
| Sensores        | Huella dactilar (lateral), acelerómetro, giroscopio, brújula, detección de proximidad virtual. |
| Dimensiones     | 164,4 × 77,9 × 7,9 mm. |
| Peso            | 200 gramos. |
| Batería         | Samsung Galaxy A16 y A16 5G tienen una capacidad de batería de 5000 mAh y admite cargador de carga rápida de 25 W (no incluido).                                                                                     |